# Дьобрьонте
Дьобрьонте (на унгарски: Döbrönte) е село в област Веспрем, западна Унгария. Населението му е 229 души (по приблизителна оценка от януари 2018 г.).
Разположено е на 269 m на северозападните склонове на възвишенията Бакон, на 31 km северозападно от град Веспрем. Край селото има останки от средновековен замък. Църквата „Света Богородица“ е построена през 1815 година.